# گریگور وارژاپتیان
گریگور سیمونی وارژاپتیان (ارمنی: Գրիգոր Սիմոնի Վարժապետյան؛  زادهٔ ۱۹۰۵ - درگذشته ۹ سپتامبر ۱۹۶۰) رهبر ارکستر اهل ارمنستان بود. وی بین سال‌های ۱۹۳۱ تا - میلادی فعالیت می‌کرد.

## زندگی‌نامه
وی در ۱۹۰۵ در ارزروم به دنیا آمد . وی در تالار آکادمی ملی اپرا و باله آلکساندر اسپنداریان فعالیت می‌کرد. همچنین برندهٔ جوایزی همچون هنرمند شایسته ارمنستان شوروی (۱۹۴۵) شده است. وی در ۹ سپتامبر ۱۹۶۰ در سن ۵۵ سالگی در تفلیس درگذشت.